# Кучеренко, Дмитрий Викторович
Дмитрий Викторович Кучеренко (род. 31 января 1983 года, Ростов-на-Дону) — первый российский ориентировщик, выигравший золотую медаль на чемпионатах мира по трейл ориентированию (паралимпийский класс). Мастер спорта международного класса (2012).

## Биография
Дмитрий Кучеренко родился 31 января 1983 года в Ростове-на-Дону, там же окончил школу и автотранспортный колледж по специальности «техник по техническому обслуживанию автомобильного транспорта». В 2002 году поступил в Донской государственный технический университет, но весной 2005 года Дмитрий попал в автомобильную аварию и получил перелом грудного отдела позвоночника, из-за чего он оказался прикован к инвалидному креслу и был вынужден оставить учёбу.
В 2006 году он вступил в ростовское общество инвалидов-опорников «Икар» и начал заниматься спортивным ориентированием под руководством Анатолия Львовича Бляхмана. Первым стартом Дмитрия Кучеренко стали Первые Всероссийские массовые соревнования по спортивному ориентированию «Российский Азимут 2006», состоявшиеся в парке им. Н. Островского Ростова-на-Дону.
В 2007 году в составе сборной России стал серебряным призёром в матче Россия-Украина, а на чемпионате мира в Киеве занял 2-е призовое место на одной из дистанций в public paralimp class. Первая золотая медаль чемпиона России была им завоевана в 2009 году. В 2009—2010 годах он как капитан команды приводит команду «Икара» (Ростов-на-Дону) к бронзовым медалям чемпионата России.
Дмитрий обладатель Кубка России в 2010—2012 годах (в различных классах). В 2010 году он впервые на чемпионатах мира (Тронхейм, Норвегия) был включен в основной состав паралимпийской команды России.
В рамках Чемпионата мира 2015 состоялся розыгрыш Кубка мира в эстафете — в составе бронзовой команды был и Дмитрий.
На Чемпионате Европы 2016 года в Есенике (Чехия) Дмитрий стал единственным за всю историю чемпионатов спортсменом-колясочником, вышедшим в финал соревнований "Темп-О". Вместе с ним в финал вышел ещё один паралимпиец, тоже чемпион мира — Ола Янсон из Швеции, но он ходячий. На чемпионатах мира такое дважды удавалось колясочнику Дмитрию Докучаеву (Россия). На этом же Чемпионате Европы в впервые включенной в программу эстафете вместе с Дмитрием Докучаевым и Павлом Шматовым — завоевал бронзовую медаль. 
В 2017 году завоевал три золотые медали Чемпиона России в Тюмени (причем спринт в "Абсолютном классе") и стал в абсолютном классе победителем Кубка России на классической дистанции.
В настоящее время Кучеренко не только активно тренируется и участвует в соревнованиях, но и судит городские и областные состязания, помогает тренировать юниорскую команду ростовского клуба «Икар».